# Barking and Dagenham
Barking and Dagenham (London Borough of Barking and Dagenham) is een Engels district of  borough in de regio Groot-Londen en telt 212.000 inwoners. De oppervlakte bedraagt 36 km².
Van de bevolking is 14,7% ouder dan 65 jaar. De werkloosheid bedraagt 4,5% van de beroepsbevolking (cijfers volkstelling 2001).

## Wijken in Barking en Dagenham
- Barking
- Becontree
- Chadwell Heath
- Dagenham